# Nieuwkoopse Plassen
De Nieuwkoopse Plassen is een natuurgebied van 1400 ha groot in de Nederlandse provincie Zuid-Holland, bij de plaatsen Nieuwkoop, Noorden en De Meije. Daarvan is ruim 1000 ha eigendom van de Vereniging Natuurmonumenten. De plassen zijn vanaf de 16e eeuw ontstaan door vervening van het gebied.

## Plassen
Op korte afstand van de Dorpsstraat van het lintdorp Nieuwkoop, dat het plassengebied aan de noordwestzijde begrenst en voor toeristen aantrekkelijk is vanwege de typische vervenershuisjes, liggen twee zeer uitgestrekte en vrij ondiepe veenplassen, de Noordeinderplas en de Zuideinderplas. Van het lintdorp De Meije bij watertoren Het Potlood naar Nieuwkoop loopt een fietspad, het Meijepad, dwars door de Zuideinderplas, met in het midden een houten brug (kwakel) om scheepvaart van het ene deel naar het andere deel van de plas mogelijk te maken.
De grote plassen worden druk bevaren door de ‘pleziervaart’ (kajuitboten). De slootjes en kleinere plassen lenen zich uitstekend voor een tocht met roeiboot of kano. Aan het Zuideinde liggen verschillende jachthavens en botenverhuurders.
Meer noordelijk en oostelijk in dit gebied liggen plassen van een aanzienlijk kleinschaliger type zoals het Maarten Freeken Wije. Deze zijn bereikbaar met kano, roeiboot en fluisterboot. Op de plassen zelf kunnen vergunninghouders ook met een motorboot varen. Nabij het dorp Noorden ligt een beschut gebied waarvoor een route voor kano’s en roeiboten is uitgezet.
De plassen in dit wel voedselrijke, maar toch vrij zuivere water zijn sterk begroeid met planten als watergentiaan en waterlelie, met veldjes krabbenscheer en met drijftillen van vooral waterscheerling. Onder water drijven vaak grote hoeveelheden blaasjeskruid, hetgeen plaatselijk zelfs het roeien kan bemoeilijken.

## Rietland

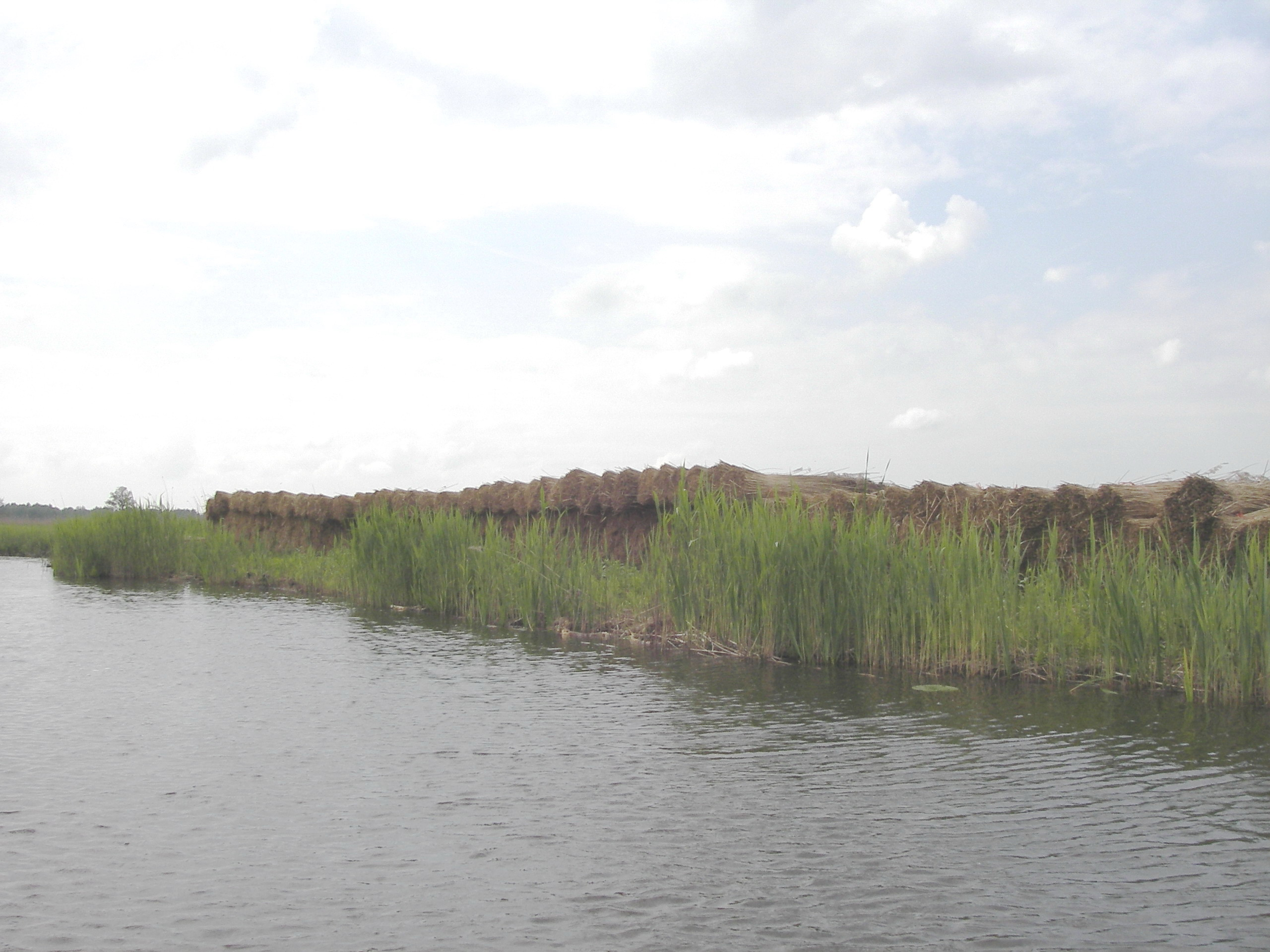
Veldbossen dekriet bij Nieuwkoop

Naast plassen en de vaak grillige watergangen kent dit gebied vooral een grote oppervlakte aan rietvelden, die vooral het oosten van het gebied een merkwaardig weids en open karakter geven. De rietteelt gebruikt nog een flinke oppervlakte en biedt nog altijd veel werk aan mensen in en om Nieuwkoop en Noorden. (Niet zelden is men zowel rietsnijder als dakdekker, en soms ook nog eens visser of recreatieondernemer). In grote lijnen gaat de rietteelt prima samen met de natuurfunctie van het gebied.
De oevers van de rietlanden zijn vaak begroeid met kleurige ruigtesoorten als gewone wederik, kattenstaart, waterzuring, moerasspirea, grote watereppe en diverse zeggesoorten. In het voorjaar valt tussen het riet de forse koningsvaren op.

### Verzuring en verruiging

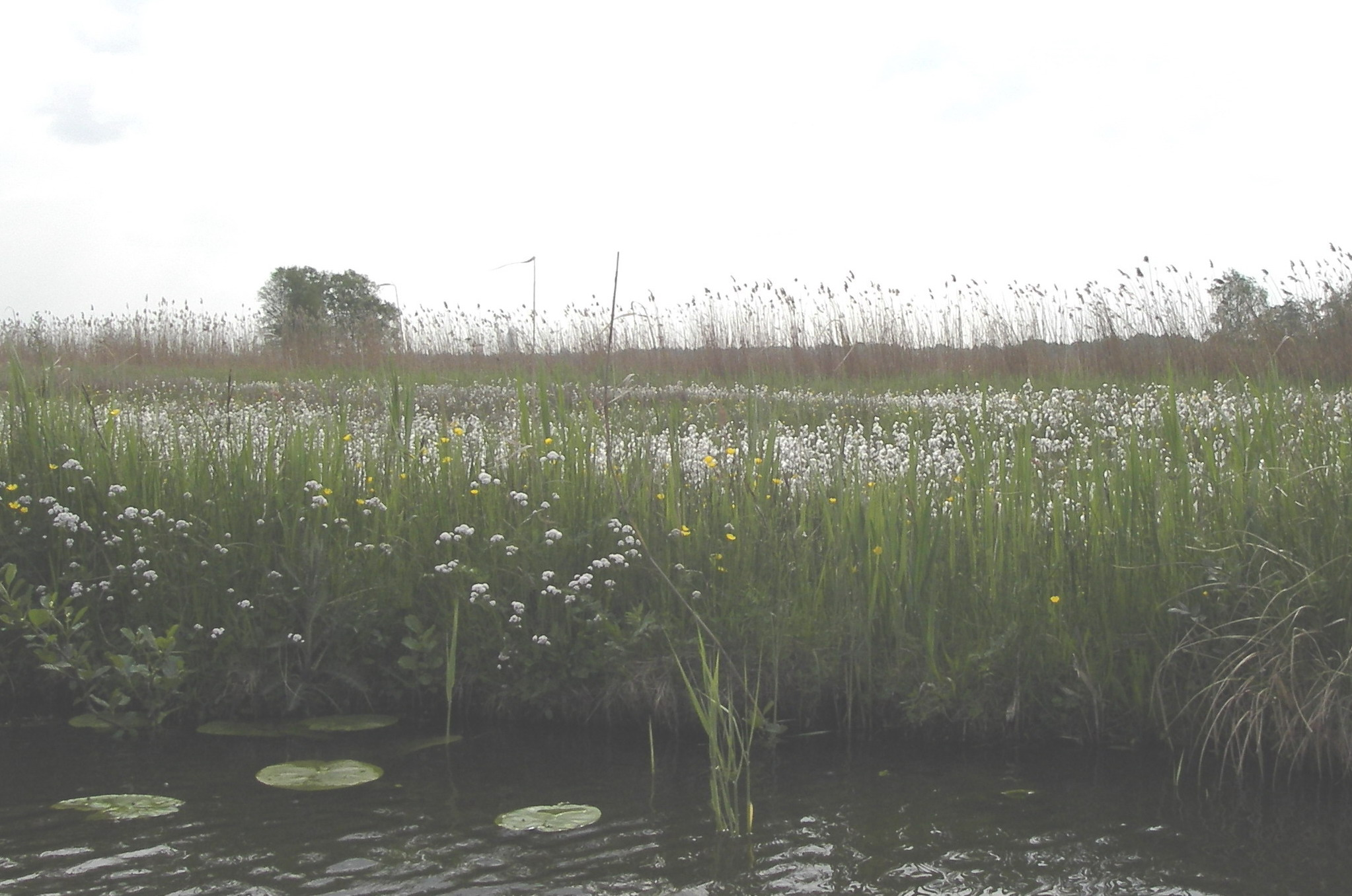
Veenpluis in een verzuurd rietland bij Nieuwkoop

De rietteelt maakt gebruik van een bepaald stadium van het voor laagveengebieden kenmerkende verlandingsproces. Dat proces kan in twee richtingen verlopen. Wordt de rietteelt lang volgehouden, dan wordt de zode te dik om nog veel voedingsstoffen door te laten. Regenwater gaat dan de vegetatie bepalen. Het riet gaat daardoor na verloop van tijd “hol staan”, waarna het eerst in een soort bloemrijk grasland verandert. Als het terrein dan niet bevloeid of opgehoogd wordt, gaat daarin steeds meer een lage veenbegroeiing de boventoon voeren met soorten als veenpluis, moeraskartelblad, veenmos, dopheide, pijpenstrootje en ronde zonnedauw. Daarmee is feitelijk een stukje hoogveen boven op een stuk laagveen ontstaan. Het wordt gezien als iets zeer merkwaardigs hoe op zulke percelen soorten van grote voedselrijkdom, zoals lisdodden midden tussen soorten van extreme voedselarmoe in kunnen staan, zoals ronde zonnedauw.
Wordt de rietteelt echter opgegeven, dan treedt al snel verruiging op. Die leidt eerst tot bloemrijke ruigtkruidenvegetaties, maar al snel ontstaan moerasbossen van zwarte els, lijsterbes en appelbes (Aronia melenocarpa). Deze laatste soort is een uit Amerika afkomstige exoot, die al grote delen van dit plassengebied heeft overwoekerd.

## De Meije
De afgeveende plassengebieden bij Nieuwkoop gaan naar het oosten over in het niet verveende weidegebied langs het kleine, slingerende veenriviertje de Meije, dat van Woerdense Verlaat naar Zwammerdam loopt. Aan dit stroompje ligt een gelijknamig polderdorp waarin nog veel eeuwenoude boerderijen te bewonderen zijn. Naar het noorden toe, waar het stroompje ontspringt, gaat dit stukje boerenland weer over in een deels verveend gebied. Bijzonder is dat dit ook vanaf de weg te overzien is, en dat er zelfs, in de oude buitenplaats de Haeck, een aardige wandelgelegenheid is, een grote zeldzaamheid in een verveend gebied waar men nauwelijks aan land kan.
Op enkele plekken, zowel binnen aan de zijde van het plassengebied als daartegenover, liggen nog enkele percelen met ouderwetse bloemrijke hooilanden en zelfs enkele bij botanici zeer befaamde schraallanden.

## Vogels
Het rietland is een leef- en broedgebied voor talrijke moerasvogels, zoals grote en kleine karekiet en de snor. Op veldjes krabbenscheer, of op door natuurbeheerders geplaatste matjes, broedt de steeds zeldzamer wordende zwarte stern. Op de drijftillen van de kleinere plassen broeden soms ook meeuwen. Verborgen in het riet broeden de zeldzame roerdomp, en kleine vogels als kleine karekiet en snor. In de winter trekt het gebied grote aantallen ganzen en talrijke soorten eenden, futen en ralachtigen.
In grote bomen vindt men enkele broedkolonies van de een van de voornaamste viseters van het gebied: de aalscholver. De purperreiger schijnt een voorkeur te hebben voor appelbes-bosschages.
Het gebied is aangewezen als Vogelrichtlijngebied, een speciale beschermingszone in de zin van de Vogelrichtlijn van de Europese Unie.

## Natura 2000
Het plassengebied maakt onderdeel uit van het Natura 2000-gebied Nieuwkoopse Plassen & De Haeck (omvang 2078 hectare).